# Crisis económica en Paraguay de 2002

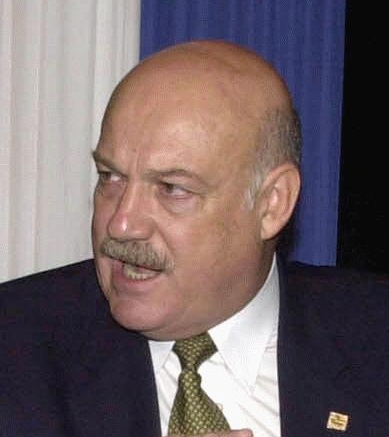
El país, bajo el gobierno de González Macchi, estuvo bajo una grave crisis económica y una elevada inestabilidad política.

La crisis económica en Paraguay de 2002 ocurrido durante el gobierno de González Macchi, fue la peor caída de la economía paraguaya de los últimos años (fines del siglo XX y comienzos del siglo XXI). 
El PIB sufrió una fuerte recesión, registrando un -2.2% para el 2002. En total, el crecimiento entre 1996 y 2002 fue apenas del 0,2%. Se registraron elevados niveles de inflación y los niveles de cotización más elevados jamás alcanzados, con el dólar a más de 7.000 guaraníes -teniendo en cuenta que el promedio de la época rondaba apenas los 3.000 guaraníes-. La economía paraguaya retrocedió a los niveles de hace dos décadas atrás y la pobreza en general representaba prácticamente la mitad de la población del país. El país fue declarado en Default selectivo en el año 2003, siendo la última vez que el país es declarado con esta calificación.
Así mismo, se produjeron diversas protestas y disturbios a mediados del año 2002, debido a la grave crisis económica, y también por una cuestionada ley (la ley Nº1615/2000) que se había promulgado dos años atrás, para privatizar empresas públicas. Las protestas, que consistían en cortes de rutas, puentes internacionales, y manifestaciones alrededor del Congreso Nacional, dejaron en total dos fallecidos, cerca de 100 heridos y más de 300 detenidos en todo el país. 
Se decretó el Estado de excepción por segunda vez en el mandato de González Macchi. El presidente de la República fue sometido a un juicio político en diciembre de 2002 por la Cámara de Diputados, quedando sin efecto en febrero de 2003 por la Cámara de Senadores.

## Antecedentes
Este problema ya venía arrastrando de la crisis financiera del año 1995 -en el que quebraron gran parte de los servicios financieros del país- y la crisis política del año 1999, conocida como el «Marzo Paraguayo» -época de varios golpes de estados fallidos (como el de 1996 y 2000) y gran inestabilidad política-.
Según el informe del Ministerio de Hacienda del año 2003, las causas indicaron: condiciones climáticas desfavorables, que afectaron significativamente al sector agrícola en algunos rubros principales como la soja, el algodón y el maíz.
En el sector de la construcción se presentaron dificultades para el financiamiento de las obras públicas, mientras que el sistema financiero y cambiario se vieron afectados por la inestabilidad regional que redujo las posibilidades de colocación de los productos nacionales en el exterior. En el sector privado las inversiones han sido afectadas por el fracaso de los acuerdos «stand by» con el Fondo Monetario Internacional (FMI) debido a las expectativas negativas que eso generó en los agentes económicos.

## Crisis económica
No solo la economía tuvo una fuerte recesión, sino que el déficit fiscal creció de manera preocupante y las reservas monetarias internacionales cayeron a las más bajas de los últimos años. A inicios de 2003, el pago de la deuda externa llegó a representar el 44,2% del producto interno bruto (PIB), con las reservas internacionales cayendo a USD 600 millones, con un ingreso per cápita inferior a los USD 1.000 y sin dinero suficiente para pagar sueldos de funcionarios públicos, que en algunas instituciones inclusive tenían atrasos salariales de 3 meses. La economía paraguaya retrocedió a los niveles de hace dos décadas atrás y la pobreza en general representaba el 49,7% de la población.
La depreciación acumulada de la moneda nacional llegó al 51% (pérdida del valor de la moneda, fundamentalmente frente al dólar), la más elevada en los últimos 17 años. Esto se traduce a la alta cotización del dólar. En enero de 2002, la cotización del dólar era de 4.637 Gs. Para finales del año 2002 y principios del 2003, precisamente en el mes de enero de 2003, el dólar llegó hasta los 7.434 Gs -récord máximo del guaraní hasta hoy día-. El sueldo mínimo mensual, de unos Gs. 876.168 (2002) valían apenas 117 USD. 
El documento puntualiza que el saldo de reservas a finales del 2002 había llegado a 646,1 millones de dólares (al 30 de abril de 2003 fue de 780 millones de dólares), mientras que la tasa de inflación nuevamente alcanzó los dos dígitos (14,6%). El déficit fiscal confirmado fue de G.976.642 millones de guaraníes, cifra que supera a los G.318.139 millones que había sido registrada en el 2001.
El 13 de febrero de 2003, la S&P rebajó la calificación de Paraguay y lo declaró en default selectivo (cesación de pagos de algunas de sus cuentas). El organismo había advertido en aquella ocasión que las rebajas en las notas seguirán al fracaso del gobierno del Paraguay en satisfacer las condiciones fijadas sobre las obligaciones en dólares por un monto de US$ 20 millones, correspondiente a los bonos del Tesoro que vencieron a finales de diciembre del 2002.
En este periodo fueron muchas las empresas estatales que tuvieron un proceso de privatización muy irregular, suscitando fuertes sospechas sobre hechos de corrupción. Entre ellas fueron liquidados la Flota Mercante, Líneas Aéreas Paraguayas, El Ferrocarril y Acepar.

## Protestas y juicio político (2002)
Diversas protestas y disturbios fueron desatadas entre mayo y julio de 2002, debido a la grave crisis económica, el mal manejo del Estado, la imperante corrupción, y también por una cuestionada ley (la ley n.º 1615/2000) que se había promulgado dos años atrás, para privatizar empresas públicas y así el estado poder reactivar la economía con la venta de las empresas públicas. Las protestas, que consistían en cortes de rutas, puentes internacionales, y manifestaciones alrededor del Congreso Nacional, dejaron en total dos fallecidos, cerca de 100 heridos y más de 300 detenidos en todo el país, concentrándose en Asunción.
El 15 de julio de 2002, el presidente de la República decreta un estado de excepción que duró 48 horas para tratar de desactivar la oleada de manifestaciones, que perjudicaba a las personas que utilizaban los puentes internacionales y las rutas nacionales del país especialmente. Las protestas a lo largo del país ya llevaban varios heridos y detenidos debido a las duras represiones policiales.
El 5 de diciembre de 2002, la Cámara de Diputados aprueba un juicio político contra el presidente de la República Luis Ángel González Macchi por cinco cargos de corrupción y mal desempeño de sus funciones, con 50 votos a favor y 11 abstenciones. Sin embargo, el 11 de febrero de 2003, la Cámara de Senadores rechazó el juicio político por 25 votos a favor y 18 en contra, precisándose 30 para ganar.

## Reforma y estabilidad económica
Ante esta situación, y a partir de su asunción al mando en agosto de 2003, Nicanor Duarte Frutos impulsó una serie de reformas que iniciaron el despegue de la economía paraguaya. En primer lugar planteó una reforma tributaria conocida, como el “triple 10”, reduciendo el impuesto a la renta de las empresas del 30% al 10%, continuando con el IVA a 10% e introduciendo el Impuesto a la renta personal (IRP) del 10%, impuesto este que iba a ser abonado solo por lo que ganacen más de 120 salarios mínimos anuales, es decir, un impuesto que pagarían los que más ganen.
Luego, inicia la despolitización del Banco Central del Paraguay y recupera la confianza hacia el sistema financiero, el cual había sufrido la quiebra de varios bancos en el país, años anteriores a su asunción. Al respecto, es importante mencionar que la desconfianza en el sistema financiero paraguayo había llevado a que las tasas de intereses bancarios se dispararan a 58% inclusive.